# اسپرسی پرمرغی
اسپرسی پرمرغی، اسپرسی سبزکوهی (نام علمی: Hedysarum plumosum) نام یک گونه از سرده اسپرسی است.